# نيل إس. بيشوب
نيل إس. بيشوب (بالإنجليزية: Neil S. Bishop)‏ هو سياسي أمريكي، ولد في 1903، وتوفي في 24 فبراير 1989. حزبياً، نشط في الحزب الجمهوري. وقد انتخب عضو مجلس ولاية مين.